# Mistrovství světa v silniční cyklistice 2025
Mistrovství světa v silniční cyklistice 2025 se uskuteční ve rwandském hlavním městě Kigali od 21. do 28. září 2025. 
Bude se jednat o první mistrovství v silniční cyklistice konající se v Africe.

## Program
| Datum                  | Čas             | Čas             | Závod                  | Start           | Cíl             | Vzdálenost       |
| Silniční závody        | Silniční závody | Silniční závody | Silniční závody        | Silniční závody | Silniční závody | Silniční závody  |
| ---------------------- | --------------- | --------------- | ---------------------- | --------------- | --------------- | ---------------- |
| 25. září               | 13:05           | 16:30           | Ženy do 23 let         | Kigali          | Kigali          | 119,3 km         |
| 26. září               | 08:00           | 11:15           | Muži junioři           | Kigali          | Kigali          | 119,3 km         |
| 26. září               | 12:00           | 16:25           | Muži do 23 let         | Kigali          | Kigali          | 164,6 km         |
| 27. září               | 08:20           | 10:40           | Ženy juniorky          | Kigali          | Kigali          | 74,6 km          |
| 27. září               | 12:05           | 16:45           | Ženy elite             | Kigali          | Kigali          | 164,6 km         |
| 28. září               | 09:45           | 16:45           | Muži elite             | Kigali          | Kigali          | 267,5 km         |
| Smíšené týmové štafety |                 |                 |                        |                 |                 |                  |
| 24. září               | 12:30           | 17:00           | Smíšená týmová časovka | Kigali          | Kigali          | 42,4 km (2 kola) |
| Individuální časovky   |                 |                 |                        |                 |                 |                  |
| 21. září               | 10:10           | 12:55           | Ženy elite             | Kigali          | Kigali          | 31,2 km          |
| 21. září               | 13:45           | 16:50           | Muži elite             | Kigali          | Kigali          | 40,6 km          |
| 22. září               | 10:35           | 12:45           | Ženy do 23 let         | Kigali          | Kigali          | 22,6 km          |
| 22. září               | 13:35           | 16:30           | Muži do 23 let         | Kigali          | Kigali          | 31,2 km          |
| 23. září               | 10:45           | 12:45           | Ženy juniorky          | Kigali          | Kigali          | 18,3 km          |
| 23. září               | 14:00           | 16:30           | Muži junioři           | Kigali          | Kigali          | 22,6 km          |

## Medailisté

### Elitní závody
| Závod                  | Zlato         | Zlato         | Stříbro       | Stříbro       | Bronz         | Bronz         |
| Mužské závody          | Mužské závody | Mužské závody | Mužské závody | Mužské závody | Mužské závody | Mužské závody |
| ---------------------- | ------------- | ------------- | ------------- | ------------- | ------------- | ------------- |
| Silniční závod         |               |               |               |               |               |               |
| Časovka                |               |               |               |               |               |               |
| Ženské závody          |               |               |               |               |               |               |
| Silniční závod         |               |               |               |               |               |               |
| Časovka                |               |               |               |               |               |               |
| Smíšené závody         |               |               |               |               |               |               |
| Smíšená týmová štafeta |               |               |               |               |               |               |
|                        |               |               |               |               |               |               |

### Závody do 23 let
| Závod                    | Zlato         | Zlato         | Stříbro       | Stříbro       | Bronz         | Bronz         |
| Mužské závody            | Mužské závody | Mužské závody | Mužské závody | Mužské závody | Mužské závody | Mužské závody |
| ------------------------ | ------------- | ------------- | ------------- | ------------- | ------------- | ------------- |
| Silniční závod do 23 let |               |               |               |               |               |               |
| Časovka do 23 let        |               |               |               |               |               |               |
| Ženské závody            |               |               |               |               |               |               |
| Silniční závod do 23 let |               |               |               |               |               |               |
| Časovka do 23 let        |               |               |               |               |               |               |

### Juniorské závody
| Závod                   | Zlato         | Zlato         | Stříbro       | Stříbro       | Bronz         | Bronz         |
| Mužské závody           | Mužské závody | Mužské závody | Mužské závody | Mužské závody | Mužské závody | Mužské závody |
| ----------------------- | ------------- | ------------- | ------------- | ------------- | ------------- | ------------- |
| Silniční závod juniorů  |               |               |               |               |               |               |
| Časovka juniorů         |               |               |               |               |               |               |
| Ženské závody           |               |               |               |               |               |               |
| Silniční závod juniorek |               |               |               |               |               |               |
| Časovka juniorek        |               |               |               |               |               |               |